# Battlefield 4
Battlefield 4 est un jeu vidéo de tir à la première personne développé par DICE et édité par Electronic Arts. Propulsé par le moteur Frosbite 3, le titre fait partie de la série Battlefield. Il est commercialisé le 31 octobre 2013 en Europe sur PC, PlayStation 3, Xbox 360, le 22 novembre 2013 sur Xbox One et le 29 novembre 2013 sur PlayStation 4, les consoles de huitième génération.
Les premières images du jeu sont dévoilées le 27 mars 2013 lors de la Game Developers Conference de San Francisco.

## Système de jeu
Battlefield 4 apporte plusieurs petits changements par rapport à son prédécesseur. L'ATH du jeu reste le même mais son design est nouveau. Le coin inférieur gauche dispose d'une mini-carte où les objectifs, alliés et ennemis y apparaissent ; muni d'une boussole pour la navigation plus simplifiée. Les tickets et points de la partie figurent à cet emplacement lors du multijoueur. Le coin inférieur droit comporte un compteur de santé en pourcentage, de munitions et de grenades. Au centre de l'écran est affiché le réticule qui montre la dispersion des balles en tir au jugé, lorsque le personnage se déplace le réticule s’élargit.
La mini-carte ainsi que l'écran de jeu principal, montrent des symboles marquant trois types d'entités : bleu pour les alliés, vert pour les équipiers et orange pour les ennemis.
Les joueurs peuvent dorénavant utiliser des armes à double viseur, y compris les armes avec différents modes de tir (semi-automatique, par rafale ou automatique). Ils peuvent également « marquer » des cibles sur la carte en temps réel pour participer au jeu d'équipe, et permettre d'abattre la cible ou d'effectuer des tirs de suppressions.
La version PC se base sur la plateforme sociale et gratuite Battlelog, qui sera davantage mis en avant pour les joueurs consoles, qui elles-mêmes se promettent d'être plus axées sur le social et le partage.

## Campagne
Du lancement de Battlefield 3 et jusqu’à son dernier DLC, il s’est révélé que le mode de jeu en coopération est un échec, DICE se met alors en tête de se concentrer sur la campagne et le multijoueur pour Battlefield 4. Au niveau justement de la campagne, il est important de savoir que les développeurs ont pris connaissance de l’avis de la communauté et savent qu’elle ne porte que très peu d'attention sur les personnages de Battlefield 3, c’est pour cela que le développement de ces derniers a donc été essentiel pour les développeurs dans ce nouvel opus. Pour rendre les personnages plus crédibles, le studio suédois a mis les bouchées doubles sur les animations faciales, les shaders de la peau, et la physique du corps entier. D'après le gameplay de 17 minutes et des informations données par l'éditeur EA, il est possible de voir la signature des éléments du multijoueur de Battlefield dans la campagne, tel que les classements et suivi des statistiques ainsi que la fonction de «spot».
Des défis sociaux seront aussi présents, il pourra s'agir de recueillir le plus de «dogtags» dans une mission ou compléter une séquence plus rapidement que vos amis. Cela devrait contribuer à enrichir l'expérience de ce mode solo. La campagne de Battlefield 3 a été critiquée pour sa douloureuse linéarité. Pour le suivi, DICE s'en tient plus à son expertise, en l'introduction de micro-bacs à sable ouverts qui intègrent des véhicules et permettent aux joueurs d'engager l'ennemi de la façon qu’ils choisissent. Il est possible de sauter dans une jeep pour se rendre à la zone de contact, ou encore de se déplacer avec précaution d’un point de couverture à un autre. Il est possible de demander de l’aide à ses équipiers, ou faire appel à un hélicoptère pour une frappe de soutien. Rester en arrière et neutraliser les ennemis avec un fusil de sniper, ou s'équiper un fusil à pompe et faire une approche plus personnelle peut s'avérer un bon choix. Ces possibilités d'action seront souvent terminées par un morceau de cinématique. Le joueur n’a en revanche pas le plein contrôle sur ses camarades, mais il peut leur ordonner d’engager des ennemis, ou de mettre en œuvre un tir de suppression (ce qui permet d’attaquer les flancs ennemis lorsqu’ils subissent ces tirs).

### Scénario
Six ans après les événements de Battlefield 3, une escouade de Marines américains, sous le nom de code « Tombstone » (composée de Dunn, le chef de l'escouade, du sergent Recker, d'Irish et de Pac) tente de s'échapper de Bakou, en Azerbaïdjan avec des renseignements vitaux. Après avoir été coincé sous l'eau dans une voiture alors qu'ils étaient poursuivi par les forces spéciales russes, Dunn, grièvement blessé et piégé, se sacrifie en ordonnant à l'escouade de briser le pare-brise et de s'échapper, laissant Dunn derrière eux. Les renseignements obtenus indiquent que l’Amiral Chang, un haut gradé de l’armée chinoise prépare un coup d'État militaire en Chine. En cas de succès, il obtiendrait le soutien de la Russie, ce qui entraînera un conflit total contre les États-Unis. Malheureusement, le supérieur du capitaine Garrison, Oracle, révèle que ces derniers étaient déjà au courant de cette information et que le but de la mission de Tombstone était de la confirmer, ce qui signifie que Dunn est mort pour des informations qu'ils connaissaient déjà. Garrison reçoit l’ordre de se rendre sur la côte est de la Chine.
Retournant sur leur navire l’USS Valkyrie, Tombstone apprend de Garisson l'assassinat de Jin Jié, un candidat progressiste à la présidence de la Chine et que Chang a convaincu le peuple chinois que les États-Unis en sont responsables, lui permettant d’annuler les élections et de déclarer la loi martiale. Exécutant le dernier souhait de Dunn, Recker est nommé chef d'escouade de Tombstone. Le groupe est alors envoyé en mission secrète à Shanghai pour sauver et extrader deux VIP : une femme nommée Hannah et son mari, avec l'aide d'un agent de la CIA nommé Kovic.
Bien que le sauvetage soit un succès et que Kovic ramène les VIP à l'USS Valkyrie, Tombstone se retrouve piégé dans la ville et assiste à l’explosion d’une IEM, le groupe est contraint de sauver des civils contre les protestations de Pac. Peu de temps après le retour sur le Valkyrie, le navire fait route vers l’USS Titan afin que les réfugiés soient pris en charge mais découvre que celui-ci a été attaqué par les forces chinoises. Garrison désigne Kovic comme chef de Tombstone et les envoie sur le Titan pour récupérer son enregistreur de données de voyage avant que l'épave ne coule. Ayant pu s’échapper à temps, l’escouade défend le Valkyrie attaqué par des soldats chinois. Ils sauvent Garrison, le mari d’Hannah et les civils, mais Kovic est mortellement blessé et passe le contrôle de Tombstone à Recker. Les données récupérées révèlent que l’Amiral Chang a pris le contrôle de la région et détruit le Commandement du Pacifique.
Apprenant que l'armée de l'air chinoise est clouée au sol en raison d'une tempête, Garrison charge Tombstone d'aider les forces américaines pour attaquer l'aérodrome de Singapour afin de les affaiblir et traverser le détroit. Hannah se porte volontaire pour rejoindre Tombstone dans leur mission, au grand dam d'Irish qui ne lui fait pas confiance.
Fuyant la destruction de l'aérodrome par une frappe de missile, le véhicule de Tombstone est détruit par une explosion et Pac semble mort. Hannah trahit alors ostensiblement Recker et Irish, permettant aux deux d'être capturés par des soldats chinois. Les deux hommes sont emprisonnés dans les montagnes Kunlun pour être interrogés sous les ordres de Chang, ce dernier apprend alors que Jin Jié est vivant et se trouve sur l’USS Valkyrie. Dans sa cellule, Recker se lie d'amitié avec un prisonnier russe nommé "Dima" (un survivant de l'explosion nucléaire de Paris dans Battlefield 3, souffrant désormais d'un empoisonnement aux radiations). Les deux s'échappent de leur cellule, déclenchent une émeute de masse dans la prison et utilisent le chaos pour s'échapper, Recker sauvant Irish en cours de route. Alors que l'armée chinoise arrive pour réprimer l'émeute, Hannah empêche le groupe d'être arrêté par un groupe de soldats. Bien qu'Irish se méfie d'elle, Hannah explique que son action était nécessaire à sa mission, ayant été chargée de protéger Jin Jié pour assurer l’avenir de la Chine et révèle que son mari est bel et bien ce dernier qui a survécu à la tentative d’assassinat de Chang. Le groupe utilise un téléphérique pour quitter les montagnes, mais il est abattu par un hélicoptère ennemi, tuant Dima dans le crash.
Forcés de descendre à pied à cause des privations, le groupe trouve finalement une jeep et se dirige vers la ville de Tashgar occupée par les États-Unis. Au cours du voyage, Hannah révèle comment elle a perdu sa famille au profit des hommes de Chang après avoir amené Jin Jié à leur rencontre, ce qui amène Irish à se racheter auprès d'elle pour son comportement. En arrivant à Tashgar, l'équipe découvre que la ville est assiégée par l’armée russe, confirmant les renseignements de Bakou et propose son aide aux forces américaines stationnées sur place en détruisant un barrage voisin pour inonder la zone et éliminer l’ennemi, les forces américaines étant stationnées dans les hauteurs. Apprenant que le Valkyrie se trouve dans la région du Canal de Suez, et que le canal est attaqué et partiellement conquis par les troupes de l'Amiral Chang qui tendent une embuscade au vaisseau, Tombstone est transporté par avion jusqu'au navire pour avertir le Capitaine Garrison de la situation. Empêchant les forces chinoises de monter à bord du navire, l'équipe trouve bientôt Jin Jié parmi d'autres survivants, dont Pac (qui avait survécu aux événements de Singapour).
Sachant qu'il doit montrer son visage, car l’armée chinoise combat sous prétexte qu'il est mort à cause des États Unis, Jin Jié convainc Recker de le laisser agir et réussit à apaiser les tensions entre les deux factions. L'assaut se termine rapidement avec les soldats chinois qui commencent à répandre la nouvelle du retour de Jin Jié. Chang, voulant empêcher cela et cacher la vérité, procède au bombardement du Valkyrie avec son navire de guerre personnel. Recker, Irish et Hannah décident de monter à bord du navire de guerre de Chang et de le détruire avec des explosifs C-4. Cependant, lorsqu'ils ne parviennent pas à faire exploser, Irish et Hannah se portent volontaires pour remplacer manuellement les charges, sacrifiant leur propre vie. Si le joueur ne fait rien, Chang détruit le Valkyrie, tuant Pac, Garrison et Jin Jié ; si le joueur choisit Irish ou Hannah pour réarmer les explosifs, il ou elle sera porté disparu au combat après la destruction du navire de guerre, tandis que le survivant et Recker sont récupérés par le Valkyrie. Canoniquement, Irish et Pac survivent, comme le révèlent les événements de Battlefield 2042. Durant le générique, le joueur entend un nouveau dialogue entre Irish et Hannah, discutant de leur passé et de la façon dont ils doivent continuer à avancer sans regrets.

### Personnages

#### Solo

##### Protagonistes
- Sergent Daniel Recker : Protagoniste principal de l'histoire et personnage incarné par le joueur, il devient le chef d'équipe après la mort de Dunn.
- Sergent-chef William Dunn : Le chef de l’équipe Tombstone lors de la première mission à Bakou où il mourra noyé, peu après avoir été amputé de la jambe droite par Recker à la suite de l'effondrement d'une usine.
- Sergent Krimble "Irish" Graves : Membre de l'équipe Tombstone depuis longtemps avec Dunn et Recker, il en sera le frère d'armes tout au long de l'histoire. Marié et père de trois enfants, il est très humain et n'aime pas abandonner des personnes derrière lui. Il est très généreux mais il n'accorde pas sa confiance au premier venu.
- Sergent Clayton "Pac" Pakowski : Médecin de l'équipe Tombstone, il n'aime pourtant pas la vue du sang. C'est le nouveau venu dans l'équipe depuis 1 an. Il a du mal à se faire entendre des autres membres de l'équipe mais il les apprécie beaucoup.
- Huang "Hannah" Shuyi : Membre des services secrets chinois, elle se présente d'abord comme l'épouse du VIP Jin Jié dont elle a été chargée de le protéger, on lui découvre de nombreuses compétences : soins médicaux, combat rapproché puis formation de combattant de terrain. Hannah se porte volontaire pour suivre l'escouade Tombstone. Elle essaye de gagner la confiance de l'équipe et en particularité celle d'Irish tout au long de l'histoire, malgré ses rebondissements.
- Capitaine Roland Garrison : Capitaine de l'USS Valkyrie, c'est lui qui confie les missions à Tombstone.
- Laszlo W. Kovic : Agent de la CIA, il est chargé de s'occuper des VIP et de les exfiltrer. Il deviendra chef de l'escouade Tombstone lors d'une mission qui aura de funestes conséquences pour lui. Il n'est guère apprécié par les autres membres de l'équipe.
- Jin Jié : Homme politique chinois progressiste qui vise la présidence, il pousse le gouvernement de la Chine à la démocratie et est extrêmement populaire parmi le peuple chinois. Blessé au cours de l'histoire par une tentative d’assassinat de l’Amiral Chang, il est protégé par les Américains et recueilli sur l'USS Valkyrie. Sa mort ou sa survie sont les enjeux stratégiques du conflit sino-américain, avec pour conséquences la paix ou la guerre mondiale.
- Dimitri "Dima" Mayakovsky : ancien agent du GRU détenu par les Chinois, il aidera le sergent Recker à s'évader de la prison où ils sont retenus prisonnier, évasion au cours de laquelle il décèdera. Ce personnage est d'abord apparu dans l'opus Battlefield 3 où il tenta d’empêcher l’explosion nucléaire de Paris. Malgré l’échec, il survécut mais sera empoisonné par les radiations.

##### Antagonistes
- Amiral Chang Wei : Le principal antagoniste de l'histoire qui veut renverser le gouvernement de la Chine par un coup d’état militaire. Profondément antiaméricain et conservateur, il tente de tuer Jin Jié, progressiste et pro-occidental, dans un attentat qu'il mettra sur le dos des États-Unis pour déclencher un conflit qui lui permettra de prendre le pouvoir.
- Officier Wang Bohai : Antagoniste secondaire, il s'agit d'un interrogateur militaire. Sa principale apparition survient après la capture de l'unité Tombstone et consiste à torturer les membres de l'escouade durant leur détention.
- Armée russe : Deuxième faction ennemie du jeu, ils apparaissent uniquement dans les missions Bakou et Tashgar. La Russie soutient l’Amiral Chang dans la guerre contre les États-Unis.

#### Multijoueur
En multijoueur, le joueur peut incarner, selon son équipe, des soldats de nationalité russe, américaine ou chinoise. Chaque armée étant divisée en quatre classes : Assaut, Ingénieur, Soutien et Éclaireur.

## Multijoueur
Le multijoueur contient 3 factions jouables : les États-Unis, la Chine et la Russie. Cet opus marque également le retour du mode « Commandant », vu pour la dernière fois dans Battlefield 2142, qui donne pour certains joueurs une vue wargame de l'ensemble de la carte avec la possibilité de donner des ordres à ses coéquipiers, celui-ci peut en effet communiquer avec les chefs d'escouades et ainsi leur donner des directives pour atteindre l'objectif. Il possède selon l'évolution de la partie, des compétences très intéressantes, autant pour effectuer des frappes dans les rangs ennemis que pour envoyer un drone de renseignement.
Les versions multijoueur sur PC, PlayStation 4 et Xbox One peuvent accueillir jusqu'à 64 joueurs simultanés (66 en comptant les commandants), les versions consoles tournent d'ailleurs à 60 fps, tandis que les versions PlayStation 3 et Xbox 360 sont limitées à 24 joueurs (26 en comptant les commandants) pour des raisons techniques.
Les quatre classes présentes dans Battlefield 4 sont les mêmes que dans l'opus précédent : Assaut, Ingénieur, Soutien et Éclaireur. 
- La classe Assaut (Assault), dispose de fusils d'assaut puissants à moyenne et longue distance; de deux différents kits de soin; et de lance-grenades de tout type. Ses deux spécialisations sont infirmier et grenadier[5].
- La classe Ingénieur (Engineer), possède des "PDW " (Personal Defense Weapons ou, Arme de Défense Personnelle, les pistolets mitrailleurs) qui ont une portée et une précision relativement moins importante, mais une cadence de tir beaucoup plus élevée; les différents lanceurs, tel que le SMAW, le FGM-148 Javelin, et les mines anti-chars; mais aussi les outils de réparation comme le robot NEM et le chalumeau de réparation. Ses deux voies spécialisées sont mécanicien et soldat anti-chars[5].
- La classe Soutien (Support), qui elle compte dans son panel d'équipements: les mitrailleuses qui ont un fort effet de suppression, les kits de munitions, le XM25 Airburst et le mortier M224. Ses deux choix de spécialité sont tir indirect et défense de périmètre[5].
- La classe Éclaireur (Recon) aura les fusils de sniper, très efficace à longue distance, et dont les tirs dans la tête et le buste sont fatals, à noter que les tirs dans le buste ne sont plus mortels à partir d'une certaine distance selon le fusil de précision. Ils disposeront aussi des systèmes de reconnaissance et de réapparition, comme le Mini-drone, la grenade à détection, et la balise-radio. Ses deux options de spécialisation sont unité spéciale et sniper[5].

### Armes disponibles
Il faut savoir que dans ce nouvel opus, les PDW échangent leur place avec les carabines, devenant les armes principales de la classe Ingénieur. Les DMR, fusils à pompe et carabines seront donc disponibles sur toutes les classes.
La PDW (Personal Defence Weapon ou Arme de défense personnelle) est le type d'arme destiné à la défense personnelle, plus communément appelé «mitraillette», elle possède généralement un calibre d'arme de poing ou du moins supérieur à celui d'un fusil d'assaut (soit 5,56 mm) ce qui aura pour effet d'avoir une portée réduite mais efficace à courte distance. Elles ont l'avantage d'avoir une cadence de tir très élevée (environ 850 coups par minute), pour un chargeur de petite taille, elle dispose aussi d'un éventail de tir au jugé plus restreint permettant un tir précis même sans visée.
Les DMR (Designated Marksman Rifles) sont des carabines semi-automatiques au calibre lourd (7,62 mm), qui sont très efficaces à moyenne et longue distance, elles ont un très bon ratio suppression/efficacité.
Les dites « carabines » sont des carabines automatiques moins polyvalentes que les fusils d'assaut de la classe Assaut. En contrepartie, elles sont dotées d'un recul plus faible et d'un tir au jugé plus précis, bien que ce dernier soit toujours moins impressionnant que celui de leurs sœurs les PDW.
Les Fusils à pompe (FàP), restent nos meilleurs amis à courte distance, possédant un puissant calibre 12, qui permet de tuer un ennemi du premier coup jusqu'à une distance moyenne de 4 m avec la chevrotine, 6 m avec la fléchette et enfin 10 m avec le calibre perforant. À savoir que les fusils à cartouche semi-automatique seront bien évidemment moins puissants et auront une portée réduite.
- Arme de poing : Shorty 12G, S&W29 / .44 Magnum, 93R, Compact 45, CZ-75, FN57, G17, G18, M9, MP412 REX, P226, QSZ-92, M1911, SW40 (Naval Strike), MP443, Unica 6 (Dragon's Teeth), DEAGLE 44 (Dragon's Teeth) ; Mare's Leg
- Fusil d'assaut : Galil ACE 23, AEK-971, AK-12, Steyr AUG A3, CZ-805, FAMAS, M16A4, M416, QBZ-95-1, SAR-21, SCAR-H, F2000 (Second Assault), AR160 (Naval Strike), L85A2 (China Rising), BULLDOG 762 (Dragon's Teeth) ;
- Carabine : A-91, Galil ACE 21 CQB, Galil ACE 52 CQB, ACW-R, AK5C, AKU-12, G36C, M4, Type-95B-1, SG553, MTAR-21 (China Rising) ;
- PDW (Personal Defense Weapon): CBJ-MS, CZ-3A1, JS2, MX4 Storm, P90, PDW-R, PP-2000, UMP-45, UMP-9, MP7 (China Rising), AS VAL (Second Assault), SR-2 (Naval Strike), Sig Sauer MPX (Dragon's Teeth) ;
- Mitrailleuse légère : LSAT, M240B, M249, MG4, PKP Pecheneg, QBB-95-1, QJY-88/FM TYPE 88, RPK-12, U-100 MK5, RPK-74 (China Rising), M60E4 (Second Assault), AWS (Naval Strike) ;
- Fusil à pompe : Remington 870MCS, DBV-12, Hawk 12G, M1014, QBS-09, Saiga-12K, SPAS-12, UTS-15, USAS-12, DAO-12 (Second Assault) ;
- DMR : Galil ACE 53 SV, M39 EMR, Mk11 Mod 0, QBU-88, RFB, SCAR-H SV, SKS, SVD Dragunov-12 ;
- Fusil de sniper (répétition manuelle) : 338-Recon, CS/LR4, FY-JS, JNG-90, M40A5, M98B, Barret M82A3, AMR-2, Steyr Elite, SRR-61 / M200 CheyTac, SV-98, L115 (China Rising), Gol Magnum (Second Assault), SR338 (Naval Strike), CS5 (Dragon's Teeth) ;
- Equipements : Mine Anti-char M15, M2 SLAM, Explosif C4, Claymore M18, Grenade incendiaire M34, Grenade Fragmentation M67, Grenade Flash M84, Grenade à Impact RGO, Grenade Fumigène M18, V40 Mini, Grenade à Leurre ;
- Lance roquettes : MK153 SMAW, RPG-7V2, FIM-92 STINGER, SA-18 IGLA, FGM-148 JAVELIN, FGM-172 SRAW, NLAW, M136 CS, HVM-II ;
- Lance grenades : M32, M320, GP-30, XM25 Airburst.

Armes-total : Comptez environ 150 armes au total dans le jeu Battlefield 4.

### Mode Commandant
Le mode « commandant » de Battlefield 2142 revient donc dans ce nouvel opus. Lorsqu'un joueur obtient le rôle de commandant, deux systèmes de points fonctionnent en parallèle. Le premier est une barre de compétence d'objectifs disponibles pour le commandant (aussi appelé boucle d'objectifs). L'autre est une barre de compétence d'escouade. Ces ensembles de capacités servent à soutenir les troupes, autant en appui-feu qu'en munition, ou à leur donner des renseignements afin de les avantager. À savoir que vous serez contre le commandant adverse qui lui aussi possède ces « pouvoirs ».
Les développeurs de DICE ont fait parvenir lors des News sur le site Battlelog  qu'ils s'étaient inspirés de l'indice de recherche du jeu Grand Theft Auto , lorsqu'ils ont envisagé de donner au commandant la possibilité de désigner des "VIP". Cette option devient possible lorsqu'un joueur compte une série d'élimination de six ou plus, celui-ci apparaît sur l'écran du Commandant en tant qu'unité sélectionnable, son emplacement sera révélé à l'équipe entière pendant une durée de 45 secondes (très utile pour montrer quels ennemis sont les plus dangereux). « Le Commandant peut alors inciter les joueurs à aller chasser ou, au contraire, protéger ce joueur VIP, dans la mesure où les deux équipes sont alertées de cette « promotion ». Les attaquants recevront des bonus en éliminant la cible, tandis que cette dernière recevra des bonus pour chaque élimination effectuée sous ce statut de VIP. Ainsi, les deux équipes sont gagnantes. » D'après eux, cela poussera les joueurs très expérimentés à prendre ce statut comme la « preuve ultime » de leur supériorité sur le champ de bataille, bien entendu et en contre-partie, l'équipe entière adverse connaîtra votre position.
1. Le commandant disposera toujours de ces capacités: - Promotion VIP, Avertissement d'un missile de croisière, Drone-radar et Frappe IEM pour détruire l'équipement ennemi ou brouiller son radar.
2. La première barre de compétences ou boucle d'objectifs : Elle comprend les « pouvoirs » du commandant les plus puissants. Ceux-ci se débloqueront au fur et à mesure de la partie, lorsque l'équipe capturera ou accomplira des objectifs, mais si vous perdez ces derniers, le commandant perdra alors la capacité qu'il avait obtenue. Celle-ci diffère d'ailleurs selon la carte et le mode de jeu. Elle comprend :
- Le Missile de croisière, qui, lancé depuis un emplacement fixe de la carte, volera jusqu'à atteindre la position donnée, détruisant tout ce qui se trouve dans sa zone d'effet.
- Le Drone UAV pour détecter les cibles d'infanterie ou les véhicules sur la carte
- La Canonnière Volante AC-130U "Spooky" qui pourra pilonner les zones de conflit grâce à son gatling-gun 5-Barrel GAU-12 de 25mm et ses canons L60 Bofors de 40mm et M102 Howitzer de 105mm. L'avion servira aussi de point de ralliement mobile qui couvre une grande partie de la carte.

3. La seconde barre de compétences ou boucle d'escouade : Cette dernière fonctionne comme les « Améliorations de terrain » des escouades, les développeurs précisant qu'il était important d'établir cette ressemblance pour familiariser le joueur. Lorsque le Commandant gagne des points, ils remplissent cette barre de capacité d’escouade graduée de 4 échelons. Chaque compétence coûte donc 1, 2, 3 ou 4 parties de la barre, ce qui veut dire que nous pourrons utiliser quatre fois le moins cher des atouts et une seule fois le plus cher. On obtient donc dans l'ordre croissant :
- Le premier quart de la barre : Promotion d'escouade
- Le second quart ou la moitié de rempli : Largage de ravitaillement. Déploie une grande cargaison qui soigne, ravitaille et répare les unités blindées alliées. Cette cargaison permettra même de changer de kits.
- Le troisième quart de la barre : Déploiement rapide, qui diminue de moitié le temps de réapparition de tous les alliés pendant un temps prédéfini, très avantageux lors des dernières minutes du jeu et permettant un gameplay quasiment continu.
- La barre remplie entièrement : Largage de véhicule. Déployant soit un Quad soit un PWC (Jetsky) selon l'endroit marqué, il sera largué par parachute.

## Développement
Le président d'EA, Frank Gibeau a confirmé l'intention de l'entreprise de sortir une suite à la série durant un discours à l'Université de Californie, où il a déclaré : « Il y aura un Battlefield 4 ». Par la suite, un porte-parole EA a dit à IGN : « Frank a beaucoup parlé de la “marque” Battlefield - une marque dont EA est profondément passionné et dont sa communauté de fans est tout aussi engagée ». À la veille du lancement de Battlefield 3, EA DICE a dit à Eurogamer : Que l'espoir du studio suédois était d'avoir l'occasion de faire Battlefield 4. "On ressent la même chose que lorsque c'était le premier jour". Le producteur exécutif Patrick Bach a déclaré «C'est excitant. La machine qu'est Frostbite 2 a ouvert devant nous un nouvel horizon où nous pouvons faire ce que nous voulons» [réf. nécessaire].
Grâce au moteur FrostBite 2 utilisé à pleine performance, qui est actuellement appelé FrostBite 3, le jeu s'en retrouve bonifié avec une gestion des destructions plus réaliste et plus poussée, des aires de combat aériennes plus étendues ainsi qu'une météo dynamique en temps réel (dynamique des fluides). À savoir que pour une meilleure expérience de jeu, les événements seront maintenant gérés de manière que chaque joueur vive cette expérience au même moment. Les bacs à sable sont également plus dynamiques et plus interactifs dans cet opus que dans les Battlefield précédents. Par exemple à proximité d'une voiture garée, on peut déclencher l’alarme de la voiture et alerter votre présence aux ennemis à proximité. Lorsque le joueur se déplace trop rapidement à travers une forêt, une volée d'oiseaux peut s'envoler en masse, et signaliser aux ennemis qu'ils devraient aller enquêter dans cette zone.
Il sera possible d'accéder au mode Commandant depuis une tablette ou depuis un support de jeu : PC, PS4, Xbox One.

### Marketing
En mars 2013, Electronic Arts ouvrent le site Battlefield 4, contenant trois teasers officiels intitulés « Prepare 4 Battle » (littéralement « Préparez-vous à la bataille », avec un clin d’œil à « Battle » et « 4 » qui font partie du titre du jeu). Chacune de ces vidéos présente un terrain de bataille : l’air, la terre et la mer. EA continue à publier des vidéos jusqu’à l'annonce officielle du jeu le 26 mars 2013 à la Game Developers Conference. Le lendemain, une vidéo montrant le gameplay de Battlefield 4 fut publiée, en mettant en avant les nouvelles possibilités de gameplay qu’offre le moteur Frostbite 3. Peu après, EA met en place les pré-commandes sur Origin pour Microsoft Windows, PlayStation 3 et Xbox 360 ; cependant EA n’a mentionné aucune des consoles de nouvelle génération.
DICE dévoile peu à peu le contenu de Battlefield 4 à l’E3 2013, qui a eu lieu le 10 juin 2013 à Los Angeles (aux États-Unis). On y découvre alors les modes multijoueurs, et les visiteurs autorisés peuvent jouer au jeu lors de l’évènement. Plus d’informations furent dévoilées à la Gamescom 2013, fin août 2013 à Cologne (en Allemagne). On y découvre alors la carte multijoueur « Paracel Storm » ainsi que Battlefield 4 Premium, qui contient notamment cinq extensions numériques et du contenu supplémentaire.
La stratégie marketing de DICE fut de promouvoir Battlefield 4 grâce à une série d’annonces publicitaires diffusées à la télévision et sur Internet. Le slogan de ces publicités est « Seulement dans Battlefield 4 » (« Only in Battlefield 4 »). Chacune de ces annonces présente un joueur de Battlefield 4 qui décrit l’une des expériences uniques qu’il a eu, avec des images utilisant le gameplay du jeu. Ces publicités mettent en avant les libertés dans le jeu, comme la destructibilité de l’environnement et le moteur dynamique du jeu.
Outre ces stratégies numérique, EA et DICE ont publié en 2013 un roman servant de préquelle au jeu, intitulé Battlefield 4: Compte à rebours et écrit par Peter Grimsdale. Le livre retrace comment l'agent Laszlo Kovic, à la suite du sabotage d'une mission conjointe entre la Chine et les États-Unis, tombe sur un complot visant à renverser le gouvernement, à assassiner l'un des hommes politiques chinois les plus populaires et à déclencher une guerre entre les deux pays. Il retrace également sa rencontre avec l'agent Huang "Hannah" Shuyi du Ministère de la Sécurité de l'État et leur alliance pour sauver Jin Jié de l'Amiral Chang.

### Configurations PC
| Configuration          | Minimum                                  | Recommandée                                  |
| ---------------------- | ---------------------------------------- | -------------------------------------------- |
| Système d'exploitation | Windows Vista (32 bits - SP2)            | Windows 8 (64 bits)                          |
| Processeur             | - Athlon X2 2,8 GHz - Core 2 Duo 2,4 GHz | - Six cœurs (FX 6100) - Quatre cœurs (i5/i7) |
| Mémoire                | 4 Go (DDR3)                              | 8 Go (DDR3)                                  |
| Espace disque dur      | 30 Go                                    | > 30 Go                                      |
| Carte graphique        | - GeForce 8800 GT - Radeon 3870          | - GeForce GTX 660 - Radeon HD 7870           |
| Mémoire graphique      | 512 Mo                                   | 3 Go                                         |
| Carte son              | Aucune                                   | Dolby Digital 5.1                            |
| Réseau                 | ~1 Mo/s                                  | 1 Mo/s                                       |

## Bêta
La mise en place d'un accès bêta a été annoncée sur Twitter pour l'automne 2013. Au cours de la Gamescom, DICE a précisé que l'ouverture de la bêta aurait lieu en octobre 2013.
D'une durée de quinze jours, la bêta a été lancée en deux temps. Elle a été lancée le 1er octobre et a été disponible pour :
- Les joueurs ayant acheté Medal of Honor: Warfighter Limited Edition[14].
- Les joueurs ayant précommandé l'Édition Digitale Deluxe du jeu sur Origin[15].
- Les membres Premium sur Battlefield 3

La bêta fut publique le 4 octobre. La bêta-test se termina le 15 octobre.

## Contenus supplémentaires

### China Rising
China Rising est le premier pack d'extension du jeu. Il a été dévoilé le 21 mai 2013 sur Origin. Il contient cinq nouvelles armes (MP7, RPK-74, MTAR-21, L85A2 et L96A1) reprises du précédent Battlefield 3, quatre nouvelles cartes (Pic de Guilin, Col du Dragon, Route de la Soie et Chaîne de l'Altaï), un nouveau mode de jeu (« supériorité aérienne ») repris lui aussi de Battlefield 3, des véhicules inédits (le bombardier et la motocross) ainsi que des équipements high-tech militaires (un mini-drone (SUAV) et un drone de combat (UCAV)). Il sera disponible pour les joueurs qui pré-commandent l'Édition Digitale Deluxe et Standard du jeu sur Origin. Cette extension sera disponible durant l'hiver de 2013.

### Second Assault
Second Assault est le deuxième pack d’extension du jeu. Il a été mis à disposition après le lancement du jeu en avant-première sur la console Xbox One et proposera les quatre cartes préférées des joueurs de Battlefield 3 : Frontière Caspienne, Opération tempête de feu, Golf d'Oman et Opération Métro. Celles-ci ont été refaites et améliorées grâce au concept "Levolution". Le Mode "Capture du drapeau" fait aussi son retour, ainsi que l'ajout de cinq armes tirée de Battlefield 3 : le fusil d'assaut F2000, le fusil de précision Gol Magnum, le légendaire fusil mitrailleur M60 E4, l'AS VAL, un fusil avec silencieux intégré au canon, et le fusil à pompe sud-africain DAO-12, grand classique de Battlefield 2.

### Naval Strike
Naval Strike est le troisième pack d’extension du jeu. Il propose quatre cartes (Îles Perdues, Frappe À Nansha, Brise-lames, Opération Mortier) pour des batailles maritimes dynamiques, cinq nouvelle armes inédite à Battlefield 4 : le fusil d'assaut AR-160, le fusil mitrailleur AWS, le fusil de précision SR-338, la PDW SR-2 et le revolver SW40, ainsi qu'une version retravaillée du mode Titan, le mode Assaut de Porte-Avions. Il est téléchargeable depuis le 25 mars 2014 (Pour les membres Premium) .

### Dragon's Teeth
Dragon's Teeth est le quatrième pack d’extension du jeu. Il propose quatre nouvelle carte : Marché aux Perles, Parc Lumphini, Propagande et Dragon Submergé pour des combats en milieu urbain (un peu comme sur la carte Zone Inondée), cinq nouvelle armes : le fusil d'assaut BULLDOG 762, la PDW MPX, le fusil de précision CS5, le revolver Unica 6 et le fameux DEAGLE 44 ainsi qu'un nouveau mode de jeu dérivé du mode conquête : Liaison en Chaîne. Dragon's Teeth est sorti le 15 juillet 2014 pour les premium.

### Final Stand
Final Stand est le cinquième et dernier pack d’extension du jeu. Les quatre nouvelles cartes sont les suivantes : Opération Whiteout (Voile Blanc), Hammerhead (Tête de Marteau), Giants of Karelia (Géants de Karelia) et Hangar 21.
Les thèmes abordés par le DLC semblent être le froid, ou plus précisément, le Nord. En effet, la région de Carélie est située entre la Russie et la Finlande et les cartes Opération Whiteout et Hangar 21 sont balayées par un puissant blizzard. Le DLC aborde aussi le thème futuriste : un char volant est visible sur la carte Opération Whiteout et Hangar 21 semble être un entrepôt secret où des machines de guerre révolutionnaires sont développées. On peut en effet apercevoir brièvement en faisant une pause dans une pièce des cales soutenant une coque colossale en acier et dans un des bras et jambes mécaniques ainsi que des plans montrant un curieux engin marchant sur deux pattes.
De plus, le matricule du hangar, 21, peut laisser pensif puisque ces deux chiffres sont les deux premiers qui composent le titre d'un opus précédent où le froid, les chars volants, une coque colossale et des machines à pattes étaient présents. Ce DLC pourrait-il être une bande-annonce en vue d'un prochain Battlefield 2142 ou faire la liaison entre les deux jeux vidéo ? La question peut se poser car on dépasse de loin les simples easters eggs disposés un peu partout sur les cartes.

### Night Operations
Sorti le 1er septembre 2015 sur l'ensemble des plateformes et axé sur l'aspect sonore époustouflant de Battlefield 4 , ce DLC gratuit ajoute la map nocturne de Zavod 311 au jeu de base.

### Community Operations
Créé à l'aide de la communauté Battlefield, ce DLC est également disponible en téléchargement gratuit pour tous les joueurs de Battlefield 4. Une seule nouvelle carte a été rajoutée par les développeurs : Operation Outbreak.

### Legacy Operations
Dernier pack d'extension gratuit en date (15 décembre 2015), ce DLC ajoute les maps Dragon Valley de Battlefield 2 et Canaux de Noshar de Battlefield 3 dans une seule et même carte appelée Dragon Valley 2015 uniquement sur PC, Xbox One et Playstation 4.

## Battlefield 4 Premium
Battlefield 4 Premium est un service conçu pour les joueurs de Battlefield 4 qui désirent avoir accès aux packs d'extension, à des avantages particuliers et à des possibilités de personnalisation plus poussées. Il est disponible depuis la sortie du jeu sur PS3, PS4, Xbox 360, Xbox One et PC pour 49,99 euros.
Il inclut :
- les cinq packs d'extension (Voir section Contenus supplémentaires) avec un accès anticipé de deux semaines ;
- des options de personnalisation exclusives (dont des camouflages) ;
- une position prioritaire dans les files d'attente des serveurs ;
- des mises à jour hebdomadaires avec du nouveau contenu, des événements Double EXP ;
- douze packs de combats Or ;
- le transfert de l'abonnement Premium depuis la console PS3 à la console PS4, et depuis la Xbox 360 à la Xbox One* ;
- des missions exclusive sous le nom de Programme Fantôme.

## Passage à la génération suivante de consoles
Le 20 septembre 2013 le site Battlelog fait une déclaration concernant le passage à la next-gen :

« Nous voulons aider les fans de Battlefield et faciliter leur passage d’une plateforme de génération actuelle à une plateforme de nouvelle génération. C’est pourquoi, aujourd’hui, nous avons décidé de clarifier les offres qui vous permettront de procéder à une mise à niveau en toute tranquillité, en vous faisant gagner du temps et de l’argent. »

— Développeur de chez DICE

« Rejoignez l’action sans attendre. Vous pouvez acheter le jeu sur les plateformes de génération actuelle et y jouer pendant trois semaines avant qu’il ne sorte sur les plateformes de nouvelle génération, profitant ainsi d’un avantage non négligeable. Et comme nous respectons le temps que vous investissez dans le jeu, nous ne voulons pas que votre progression soit perdue quand vous voudrez jouer sur les plateformes nouvelle génération. C’est pour cette raison que nous vous offrons un moyen simple de faire passer vos stats multijoueur et votre abonnement Battlefield 4 Premium sur ces nouvelles consoles. Vous n’aurez pas à tout recommencer depuis le début ! Absolument tout sera conservé dès le lancement sur les plateformes nouvelle génération  : rang, score, ratio É/M, victoires, temps de jeu, étoiles de service, plaques récupérées, véhicules détruits, réparations, réanimations, score d’escouade, précision et tout le reste ! »

— Développeur de chez DICE
Il est donc possible d'effectuer une migration avec le disque Blu-ray de la console PS3 vers la PS4. Le joueur achète le jeu Battlefield 4 pré-commandé sur la console PS3, un code lui est fourni dans la boîte du jeu, celui-ci lui permet jusqu'au 28 mars 2014 d'obtenir sur le PlayStation Store, Battlefield 4 au prix de 9,99 € sur PS4 en version numérique (téléchargeable). Ce qui assure une migration du compte lorsqu'il évolue vers la console de prochaine génération, permettant de garder toutes les statistiques de jeu.

## Accueil
La presse a apprécié le jeu avec des notes quasiment égales à Battlefield 3. Idem pour le ressenti par rapport à la campagne solo et au multijoueur.[réf. souhaitée]
En France, Battlefield 4 reçut un 16/20 de Jeuxvideo.com, un 8/10 de Gamekult et un 4,5/5 sur Gameblog
Au Japon, il reçoit la note de 38/40 dans Famitsu.